# Campeonato Mundial de Pelota Vasca de 2018
El Campeonato del Mundo de Pelota Vasca de 2018 fue la 18.ª edición del Campeonato del Mundo de Pelota Vasca, organizado por la Federación Internacional de Pelota Vasca. El campeonato se celebró en los frontones de El Valle de Hebrón, siendo la sexta ocasión que se realiza en España, la primera en Barcelona.

## Desarrollo
El torneo se celebró del 14 al 20 de octubre de 2018, durante los cuales se disputarán 172 partidos. Fue el primer campeonato en el que se permitió la presencia de pelotaris profesionales.

## Países participantes
| - Argentina (ARG) (29) - Bolivia (BOL) (7) - Brasil (BRA) (1) - Chile (CHI) (15) - Cuba (CUB) (17) - El Salvador (ESA) (4) - España (ESP) (50) | - Estados Unidos (USA) (16) - Francia (FRA) (46) - Guatemala (GUA) (2) - Italia (ITA) (1) - México (MEX) (38) - Perú (PER) (6) - Uruguay (URU) (19) |

## Especialidades
Se disputaron 14 títulos mundiales en las diferentes especialidades.
Trinquete, cinco títulos:
| Especialidad                | Oro                                              | Plata                                                        | Bronce                                     |
| Mano individual (masculino) | Francia Baptiste Ducassou                        | España Eneko Maiz                                            | México Mauricio López                      |
| Mano parejas (masculino)    | Francia Peio Larralde - Bixintxo Bilbao          | México Orlando Díaz - Martín Cabello                         | España Javier Luquin - Luis Sánchez        |
| Paleta cuero (masculino)    | España Miguel Fernández de Lascoiti - Iñigo Ansó | Francia Denis Larretche - Valentin Cambos                    | Uruguay Andrés Pintos - Gastón Dufau       |
| Paleta goma (masculino)     | Argentina Facundo Andreasen - Santiago Andreasen | Francia Stephane Suzanne - Patxi Guillenteguy                | España Aritz Larrarte - Sebastián Martínez |
| Paleta goma (femenino)      | Francia Stephanie Leiza ‐ Maritxu Housset        | Argentina Sabrina Andrade Blason - María Lis García Calderón | México Laura Puentes - Dulce Figueroa      |

Frontón 36 metros, cuatro títulos:
| Especialidad    | Oro                                       | Plata                                       | Bronce                                 |
| Mano individual | España Javier Zabala                      | México David Álvarez                        | Francia Patxi Etchegaray               |
| Mano parejas    | España Xabier Sancho - Aitor Gorrotxategi | Francia Yves Salaberry - Xabi Mendy         | México Juan Medina - Rafael Morales    |
| Paleta cuero    | España Erik Zubiri - Javier Labiano       | Francia Benoit Chatellier - Pierre Casteran | Cuba Armando Chappi - Yoan Torreblanca |
| Pala corta      | Francia Dan Necol - Sylvain Brefel        | España Esteban Gaubeka - Emiliano Skufca    | Argentina Pablo Fusto - Juan Firpo     |

Frontón 30 metros, cuatro títulos:
| Especialidad            | Oro                                        | Plata                                            | Bronce                                |
| Frontenis (masculino)   | México Carlos Torres - Héctor Rodríguez    | España Gustavo Vidal - Pablo Peñate              | Francia Aritz Azpeitia - Theo Pucheux |
| Frontenis (femenino)    | México Guadalupe Hernández - Ariana Cepeda | Francia Louise Coyos - Claire Dutaret-Bordagaray | Cuba Lisandra Lima - Yasmary Medina   |
| Paleta goma (masculino) | México Arturo Rodríguez                    | Francia Kevin Pucheux                            | Argentina Federico Isaía              |
| Paleta goma (femenino)  | Francia Aizkoa Iturrino - Maritxu Housset  | España Amaia Irazustabarrena - Maider Mendizabal | México Laura Puentes - Dulce Figueroa |

Frontón 54 metros, un título:
| Especialidad            | Oro                                      | Plata                                  | Bronce                                       |
| Cesta punta (masculino) | España Aritz Erkiaga - Jonatan Hernández | Francia Jean Olharan - Nicolas Etcheto | Francia Patxi Tamborindeguy - Eric Irastorza |

Nota 1: Se señalan únicamente los nombres de los pelotaris que disputaron las finales.

## Medallero
|   | País      | Oro | Plata | Bronce | Total |
| - | --------- | --- | ----- | ------ | ----- |
| 1 | Francia   | 5   | 7     | 3      | 15    |
| 2 | España    | 5   | 4     | 2      | 11    |
| 3 | México    | 3   | 2     | 4      | 9     |
| 4 | Argentina | 1   | 1     | 2      | 4     |
| 5 | Cuba      | 0   | 0     | 2      | 2     |
| 6 | Uruguay   | 0   | 0     | 1      | 1     |